# Juillet 2015 en sport
Cette page concerne l'actualité sportive du mois de juillet 2015

## Faits marquants

### Mercredi1erjuillet
- Football : Champion du monde en titre, l'équipe du Japon se qualifie pour la finale de la Coupe du monde féminine en battant l'Angleterre (2-1), à Edmonton. Dimanche à Vancouver, les Japonaises tenteront de conserver leur titre face à l'équipe des États-Unis, vainqueur la veille de l'Allemagne (2-0), qu'elles avaient déjà affrontée et battue en 2011 lors de la finale de la précédente édition.

### Jeudi2 juillet
- Tennis : L'Espagnol Rafael Nadal, ancien n° 1 mondial et double vainqueur du tournoi (en 2008 et 2010), est éliminé dès le deuxième tour du tournoi de Wimbledon après sa défaite en quatre sets (7-5, 3-6, 6-4, 6-4) face à l'Allemand Dustin Brown, classé 102e mondial et issu des qualifications.

### Samedi4 juillet
- Cyclisme sur route : 1re étape du Tour de France 2015 à Utrecht aux Pays-Bas.

### Dimanche5 juillet
- Football : Les États-Unis remportent la Coupe du monde féminine de football 2015.
- Formule 1 : Lewis Hamilton, parti de la pole position, remporte le Grand Prix de Grande-Bretagne devant son coéquipier Nico Rosberg et Sebastian Vettel. Lewis Hamilton augmente son avance en tête du championnat du monde, avec 17 points de plus que Rosberg (désormais 194 points contre 177) et Sebastian Vettel reste 3e (135 points). Mercedes conserve la tête du championnat, avec 371 points, devant Ferrari (211 points) et Williams (151 points).

### Samedi11 juillet
- Tennis : Serena Williams remporte le simple dames du tournoi de Wimbledon.

### Dimanche12 juillet
- Tennis : Novak Djokovic remporte le simple messieurs du tournoi de Wimbledon.

### Dimanche19 juillet
- Volley-ball : l'équipe de France remporte la Ligue mondiale.

### Dimanche26 juillet
- Cyclisme sur route : Christopher Froome remporte le Tour de France 2015.
- Formule 1 : Sebastian Vettel remporte le Grand Prix de Hongrie devant Daniil Kvyat, qui monte sur son premier podium en Formule 1, et Daniel Ricciardo. Max Verstappen bat un nouveau record de précocité en terminant quatrième devant Fernando Alonso et Lewis Hamilton, qui conserve la tête du championnat du monde, avec 21 points de plus que Rosberg (202 points contre 181) et devance Sebastian Vettel (160 points). Mercedes conserve la tête du championnat, avec 383 points, devant Ferrari (236 points) et Williams (151 points).